# 로너-포르쉐 믹스테 하이브리드

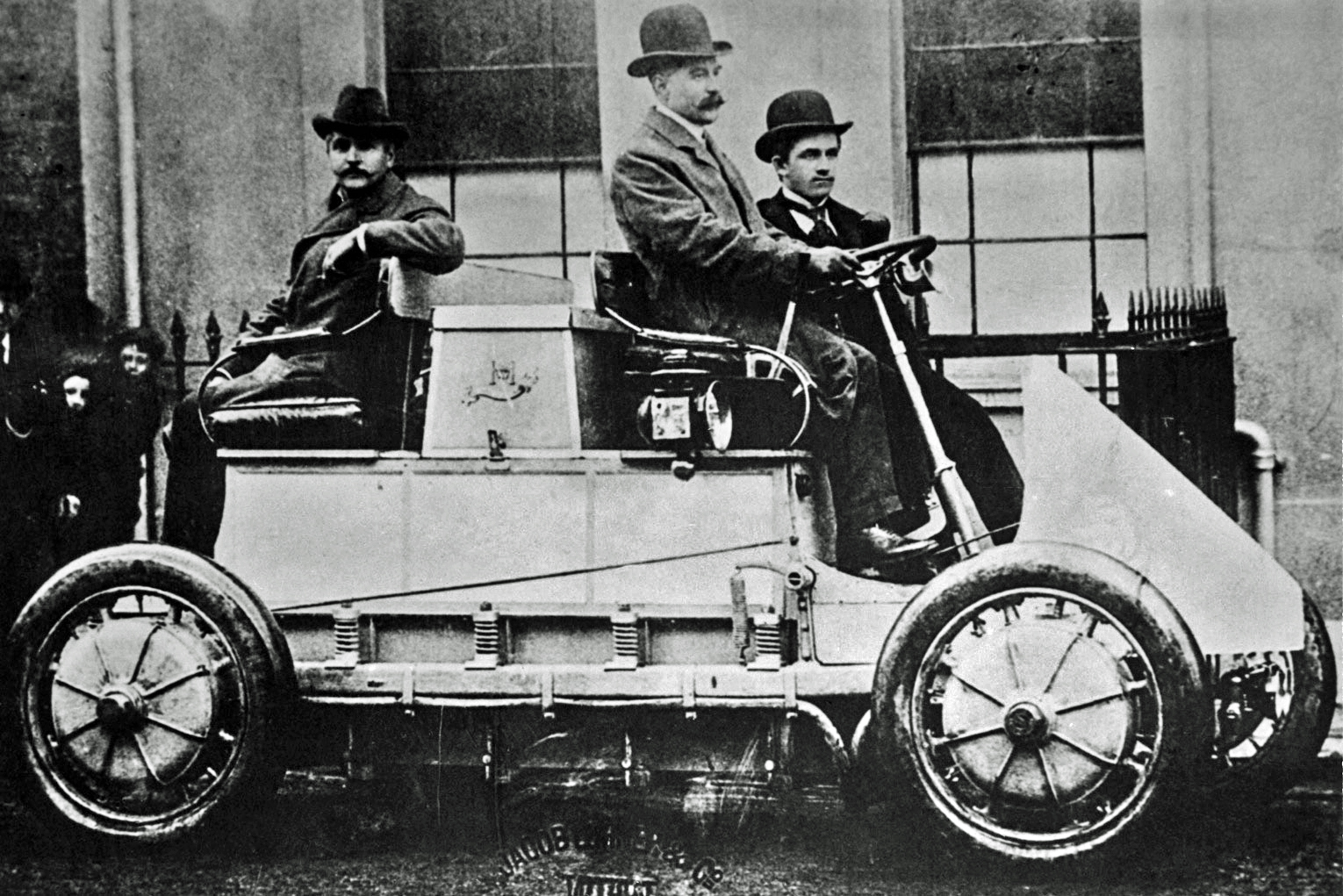
로너-포르쉐.

로너-포르쉐 믹스테 하이브리드(Lohner-Porsche Mixed Hybrid)는 페르디난드 포르쉐와 야곱 로너가 공동작업으로 만든차다. 하이브리드 자동차로, 시보레 볼트나 근대적인 하이브리드 자동차의 시조가 됐다.
하이브리드 자동차는 시리얼 하이브리드와 패러랠 하이브리드(도요타 방식), 마일드 하이브리드(혼다, 현대 방식) 등이 있는데, 믹스테는 시리얼 하이브리드의 시조다.
구동을 위한 내연기관 엔진은 없고 오로지 전기 모터만을 이용해 구동한다는 것이다. 작은 내연기관 엔진은 오로지 발전기를 동작시키기 위해 사용된다.
이같은 시리얼 하이브리드는 현의 양산시리있는데이 브리드차는 2010년 출시 예정인 시보레 볼트에다.